# شبكية الكبة حرارية
شبكية الكبة حرارية (بالإنجليزية: Dictyoglomus thermophilum)‏ هو نوع من البكتيريا من جنس شبكية الكبة ضمن شعبة شبكيات الكبب. هذا الكائن محب للحرارة بمعنى أنه ينشط في درجات حرارة عالية للغاية وهو كيماوي-عضوي التغذية، بمعنى أنه يستمد الطاقة من تأييض جزيئات عضوية.
هذا الكائن الحي ذو أهمية لأنه يفرز أنزيم الزيلاناز الذي يساعد على هضم الزيلان، وصف بأنه سلبي الغرام، مع جدار ثلاثي الطبقات.